# Комплекс MRN
Ко́мплекс MRN (комплекс MRX у дрожжей) — белковый комплекс, состоящий из белков MRE11, Rad50 и Nbs1 (также известный как нибрин у человека и как Xrs2 у дрожжей). У эукариот комплекс MRN/Х играет важную роль в первоначальном процессинге двуцепочечных разрывов в ДНК перед репарацией по пути гомологичной рекомбинации или негомологичного соединения концов. Комплекс MRN эффективно связывает двунитевые разрывы как in vitro, так и in vivo и может служить для фиксации концов разрыва перед репарацией. Комплекс MRN также участвует в активации киназы контрольной точки ATM в ответ на повреждение ДНК. В активации ATM комплексом MRN задействовано образование коротких одноцепочечных олигонуклеотидов эндонуклеазой Mre11.

## Функции
У эукариот комплекс MRN является ключевым участником многих этапов репарации двуцепочечных разрывов. Он участвует в обнаружении повреждения, остановке клеточного цикла перед репарацией, выборе механизма репарации (негомологичное соединение концов или гомологичная рекомбинация) и удержании вместе двух концов разрыва перед репарацией. Считается, что в обнаружении повреждения задействованы Mre11 и Nbs1. Остановка клеточного цикла связана с активностью киназы ATM, которая регулируется Mre11 и Nbs1. В выборе механизма репарации участвует только Mre11, а в выравнивании концов разрыва задействованы Mre11 и Rad50: Rad50 удерживает концы вместе, а Mre11 настраивает выравнивания, связываясь с концами повреждённых хромосом.
Теломеры и связанные с ними белки поддерживают целостность концов хромосом в ходе репликации и не дают комплексам репарации принять конец хромосомы за двуцепочечный разрыв. Комплекс MRN задействован в поддержании целостности теломер посредством связывания с белком TERF2, входящим в шелтериновый комплекс, расположенный на концах теломер. Кроме того, Nbs1 необходим для удлинения теломер ферментом теломеразой. При нокдауне MRN в клетках человека значительно уменьшается длина торчащих концов ДНК в теломерах, что может мешать правильному формированию Т-петли, приводя к дестабилизации теломер. Удлинение теломер в раковых клетках, которое происходит по механизму альтернативного удлинения теломер (англ. alternative lengthening of telomeres, ALT), тоже зависит от комплекса MRN, в частности, от Nbs1 . 

## Эволюция
Комплекс MRN изучался в основном у эукариот. Тем не менее, показано, что два из трёх белковых компонентов этого комплекса, Mre11 и Rad50, имеются у архей. Этот факт позволяет предположить, что ключевые компоненты эукариотического комплекса MRN были получены от архейного предка. У археи Sulfolobus acidocaldarius белок Mre11 взаимодействует с белком Rad50 и, по-видимому, играет активную роль в репарации повреждений ДНК, экспериментально созданных гамма-излучением. Кроме того, во время мейоза у инфузории Tetrahymena Mre11 требуется для репарации повреждений ДНК, в данном случае двунитевых разрывов, с помощью гомологичной рекомбинации.

## Роль в болезнях человека
Мутации в Nbs1 у человека приводят к развитию редкого генетического нарушения, известного как синдром повреждения Неймегена.
Комплекс MRN так или иначе связан с развитием многих онкологических заболеваний. Поскольку двуцепочечные разрывы могут служить причиной злокачественного перерождения клетки, кажется, что комплекс MRN играет защитную роль. Однако в некоторых линиях раковых клеток наблюдается повышенная экспрессия компонентов MRN по сравнению с нормальными соматическими клетками, поэтому для клеток некоторых форм рака сверхэкспрессия MRN жизненно необходима. Кажется правдоподобным, что это связано с тем, что для усиленной репликации, которая происходит в раковых клетках, нужно много MRN. Однако появляется всё больше свидетельств того, что MRN участвует в зарождении опухоли и метастазировании. 
У мышей мутации, затрагивающие только Nbs1, не приводят к образованию опухоли. Однако у мышей с мутантным Nbs1, которые, к тому же, нокаутны по p53, опухоли появляются значительно раньше, чем у мышей дикого типа. По-видимому, мутации в Nbs1 не приводят к раку вследствие активности p53, а не из-за их безобидности. У мышей, имеющих мутантный Nbs1 и сниженную экспрессию p53, повышена частота B- и T-клеточных лимфом, поэтому частое появление лимфом у пациентов с синдромом повреждения Неймегена связано с инактивацией p53. При нокдауне MRE11 в клетках разных раковых линий в три раза повышается уровень экспрессии супрессора опухолей p16INK4a, который активирует старение раковых клеток и приводит к остановке их пролиферации. Возможная причина лежит в метилировании промотора p16INK4 белком Mre11. 
Подавление экспрессии Mre11 в линиях клеток рака груди (MCF-7) и костей (U2OS) снижает способность этих клеток к миграции, что свидетельствует о том, что MRN способствует метастазированию. В клетках с нокдауном по Mre11 наблюдается сниженная экспрессия матриксных металлопротеиназ MMP-2 и MMP-3, которые способствуют распространению раковых клеток и метастазированию. Сверхэкспрессия Nbs1 в клетках чешуйчатоклеточной карциномы шеи и головы (HNSCC) активирует эпителиально-мезенхимальный переход, который играет важнейшую роль в метастазировании. Уровень Nbs1 в клетках вторичной опухоли был существенно выше, чем в клетках первичной, что указывает на положительную связь свехэкспрессии MRN и метастазирования. Таким образом, по крайней мере две из трёх субъединиц MRN участвуют в метастазировании.
Практически всегда в раковых клетках наблюдается повышенная экспрессия белков, которые участвуют в поддержании целостности теломер, что обеспечивает их неограниченный репликативный потенциал. В клеточных линиях HNSCC нокаут по Nbs1, который приводит к сниженной экспрессии всего комплекса MRN, приводит к сокращению длины теломер, которая в конечном счёте приводит к гибели раковых клеток. Если такие клетки обработать ингибитором поли(АДФ-рибоза)-полимеразы (PARP), то теломеры уменьшаются в длине ещё сильнее, из-за чего пролиферация клеток останавливается как in vitro, так и in vivo. Обработка ингибитором PARP приводит к апоптозу у раковых клеток, мутантных по BRCA, и снижение экспрессии комплекса MRN повышает чувствительность к ингибитору PARP клеток, не имеющих мутаций в BRCA, что может служить дополнительным механизмом контроля роста опухоли.
Комплекс MRN также задействован в некоторых механизмах, снижающих чувствительность раковых клеток к химиомотерапии и радиотерапии, которые приводят к повреждениям в ДНК. Ингибитор Mre11, известный как мирин, не даёт киназе ATM управлять контрольной точкой G2-M, что необходимо для запуска репарации двуцепочечных разрывов в ДНК. Это не даёт раковым клеткам восстанавливать свою ДНК после действия химио- или радиотерапии, резко повышая их чувствительность к лечению. Сверхэкспрессия Nbs1 в клетках HNSCC приводит к активации сигнального пути PI3K/AKT, который повышает агрессивность опухоли, подавляя апоптоз.